# 不丹民主化运动
不丹民主化运动自1950年代以来主要由不丹国王推動。不丹率先廢除了不丹奴隶制度，并最终制定了不丹宪法。不丹第一次民主选举于2007年舉行，截至2011年，不丹的各级政府由人民选举产生。不丹的民主化在一定程度上受到了1990年代不丹难民被大规模驱逐以及逃亡的影响，在不丹政治中這一事件可能仍舊屬於禁忌話題。